# Triepeolus subalpinus
Triepeolus subalpinus är en biart som beskrevs av Cockerell 1910. Triepeolus subalpinus ingår i släktet Triepeolus och familjen långtungebin. Inga underarter finns listade i Catalogue of Life.